# Monarcómaco

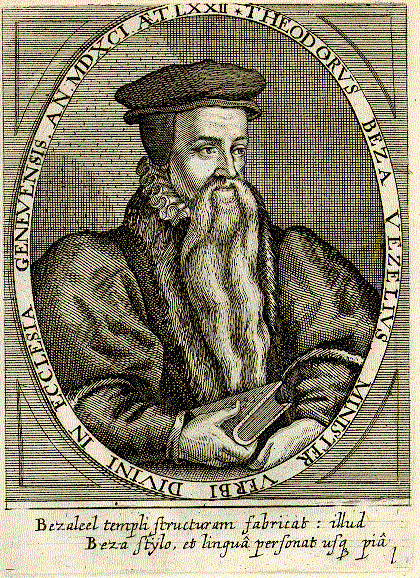
Teodoro de Beza, autor monarcómaco.

Los monarcómacos (del francés: Monarchomaques) fueron originalmente teóricos franceses hugonotes que se oponían a la monarquía absoluta a finales del siglo XVI, conocidos sobre todo por haber justificado teóricamente el tiranicidio. El término fue originalmente un término peyorativo acuñado en 1600 por la monarquía y la Iglesia católica escocesa. Fueron libelistas que se levantaron contra el Absolutismo real que se estableció al final del Siglo XVI en la Europa occidental. Estuvieron en activo toda la segunda mitad del Siglo XVI.
Los autores más conocidos de entre los que llamamos «monarcómacos» surgieron en el seno protestante francés después de la matanza de San Bartolomé: Philippe Duplessis-Mornay, François Hotman, Teodoro de Beza. Al otro lado del Canal de la Mancha, autores como George Buchanan, John Knox, Christopher Goodman y John Ponet adoptaron una postura parecida, diferente en algunos aspectos, oponiéndose sobre todo al reinado de María Tudor. En Francia, los argumentos monarcómacos fueron retomados por autores católicos de la Liga cuando Enrique de Navarra (el futuro Enrique IV) se convirtió en el heredero al trono francés a la muerte de Francisco de Anjou, hermano del rey Enrique III, en 1584. El principal autor monarcómaco católico fue el teólogo Jacques Clément, asesino del ya mencionado rey Enrique III, apuñalado el 1 de agosto de 1589.

## Etimología
La palabra proviene del griego: μόναρχος (monarchos - "monarca") y μάχομαι ("makhomai" - verbo que significa "luchar"), lo que significaría "los que luchan contra los monarcas".
El término "monarcómano" fue acuñado por William Barclay en su libro De Regno et Regali potestate ("Sobre los poderes de la autoridad y realeza"), publicado en 1600. La teoría de Barclay era que los hugonotes habían perdido la lucha con la Iglesia Católica y convertirían su lucha contra el gobierno para socavar el apoyo del rey de los católicos. Con el tiempo, el término fue utilizado para clasificar a cualquier persona que se oponía a la dominación del rey. 
Se emplea en los discursos revolucionarios durante los debates relativos a la ejecución de Luis XVI, mientras que el derecho a la rebelión fue incluido en la Declaración de los Derechos del Hombre y del Ciudadano de 1789.

## Historia
Nacido fuera del contexto de las Guerras de religión de Francia, eran más activos entre 1573, un año después de la masacre del Día de San Bartolomé, y 1584. Los monarcómanos se declararon a favor de una forma de "soberanía popular",  argumentando a favor de una especie de contrato entre el soberano y el pueblo, que han sido considerados como los precursores de las teorías del contrato social.

### La voluntad de oponerse a la monarquía absoluta
Los autores monarcómacos, en su mayor parte franceses, se comprometieron con la oposición al poder real después de la masacre de San Bartolomé. Propugnaron por el retorno a una monarquía limitada y se mostraron críticos con el concepto de monarquía absoluta, sinónimo para ellos de tiranía. La existencia y la difusión de las ideas monarcómacas (del griego antiguo μαχομαι «combatir» en el sentido etimológico de «los que combaten la monarquía») demuestra que la teoría del absolutismo no debía prevalecer necesariamente en el reino de Francia del momento: filosofías alternativas, más inclinadas a atemperar el poder real, se desarrollaron igualmente en Francia en el Siglo XVI.
El término «monarcómaco» fue inventado en 1600 por el inglés William Barclay que lo utilizó por primera vez en su obra De regno et regali potestate con fines polémicos. Para él, se trataba de estigmatizar a los pensadores católicos, protestantes, franceses, escoceses e ingleses que atacaban desde hacía décadas a la soberanía del poder real. A los ojos de Barclay, estos autores estaban argumentando la destrucción de la monarquía, a pesar de que, en realidad, estos autores no ponían en duda el principio monárquico, sino que solamente limitaban la práctica de este poder: no es al rey a quien atacan, sino al tirano. Es decir, un rey legítimo quien, por la práctica de su poder se vuelve un tirano. Los autores ingleses Ponet, Goodman y Knox son identificados también como monarcómacos. Estos autores llegaron incluso a conceder el derecho de gentes. Sus argumentos fueron percibidos como peligrosos, dada su proximidad con las tesis que animaron el movimiento anabaptista.

## Entre teoría y práctica política

### Una antigua reflexión sobre el tiranicidio
La tiranía y el tiranicidio eran cuestiones clásicas desde la antigüedad griega. En la Edad Media fue una cuestión universal, objeto de numerosos debates entre los teólogos escolásticos. Tomás de Aquino propuso distinguir entre dos tipos de tiranos: por un lado, el tirano de usurpación, que ejerce la autoridad sin legitimidad y que puede ser derrocado; por otro lado, el tirano de ejercicio, príncipe legítimo que ejerce su poder de manera nefasta, que no puede ser derrocado. Sin embargo, según Tomás de Aquino, si se establece que el derecho de elegir un príncipe pertenece al pueblo, este último puede revolverse y derrocarle, excepto si esta acción pudiera entrañar males mucho más graves.
Esta teoría teológica fue combatida en la Edad Media por los juristas del poder real, los cuales intentaron darle la vuelta,  reservando el título de tirano a quien intentara derrocar, por asesinato político, al rey legítimo.

### Surgimiento de las teorías monarcómacas en las filas protestantes

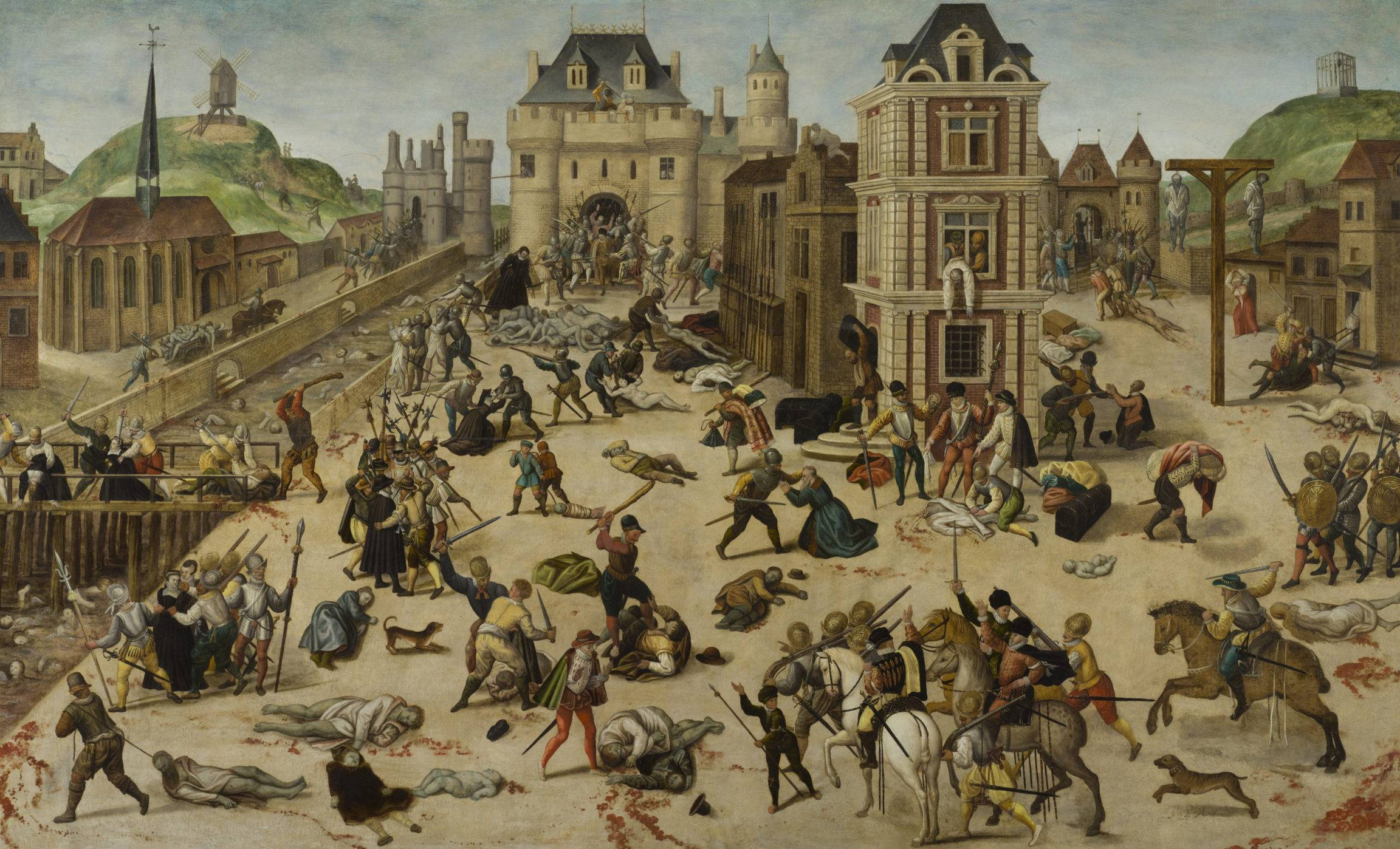
La masacre de San Bartolomé jugó un rol esencial en el surgimiento de las teorías monarcómacas

En el siglo XVI, la teoría del tiranicidio retomó su impulso en los monarcómacos en el contexto de las guerras de religión. Al principio era una doctrina surgida como reacción a las matanzas de protestantes, publicada en diferentes panfletos, sobre todo después de la masacre de San Bartolomé.
Se aprecia especialmente en Teodoro de Beza, quien publica en 1574 Du droit des magistrats sur leurs sujets. Este autor considera que la verdadera tiranía tiene tres características principales: religiosa (persecución de los «verdaderos cristianos»), jurídica (no se respetan las leyes fundamentales del reino) y política (ausencia de la preservación del «bien común»). Para él, es el pueblo el que crea al soberano y es su responsabilidad derrocarlo si él no respeta los deberes de su cargo, ref name=Cornette/> porque «los que tienen el poder de derrocar a un rey, son los que tienen el poder de crearlo». El derrocamiento del rey tiene que pasar por la mediación de los magistrados del reino.
Aunque las teorías monarcómacas se desarrollaron en el contexto de las guerras de religión en Francia, éstas la establecían tan solo como un componente, entre otros, de la tiranía. De hecho, para los autores protestantes, la religión del soberano no era suficiente para caracterizarle como tirano: el rey de Francia podía ser católico sin ser un tirano.
Desde el punto de vista monarcómaco, cuando el rey se convierte en un tirano, sus súbditos pueden rebelarse. Para los protestantes del siglo XVI, el derecho de resistencia al príncipe legítimo toma forma dependiendo de los acontecimientos. Martín Lutero negó este derecho a los protestantes porque, para él, las autoridades civiles estaban instituidas por Dios. Es por esta razón por la que condenó las sublevaciones de los caballeros del Imperio en 1523 y de los campesinos en 1525. Sin embargo, Lutero legitima el derecho a sublevarse contra el emperador en el contexto de la formación de la Liga de Esmalcalda. No obstante, el derecho a sublevarse solo podía ejercerse contra los magistrados inferiores que, en este caso, son los príncipes territoriales del Sacro Imperio Romano Germánico. En Francia, Juan Calvino y Teodoro de Beza fueron muy precavidos con la matanza de San Bartolomé. Al igual que Lutero, limitaron el derecho a sublevarse a los magistrados inferiores. En cualquier caso, era preferible apelar a los Estados Generales. Cuando no era posible reunir estos últimos, la nobleza, el Parlamento o los magistrados del rey podían ejercer ese derecho. Sin embargo, era denegado a cualquier otra persona sin ningún cargo político.
Los monarcómacos protestantes utilizaban como argumento la antigua práctica de la elección del rey de Francia y la idea de que éste tenía un contrato entre él y su pueblo. Los católicos reivindicaban, por el contrario, otra ley fundamental: la de la sucesión hereditaria y masculina de la monarquía francesa.

### Teoría y práctica monarcómaca católica
Las cosas cambiaron al final del siglo XVI a raíz de dos sucesos importantes: en 1584 la muerte de Francisco de Anjou, hermano del rey, convertía al líder del partido protestante, el futuro Enrique IV, en heredero; en diciembre de 1588, para restaurar su autoridad Enrique III hizo asesinar a los Guisa, líderes de la Liga Católica. Estos dos acontecimientos provocaron que, el 7 de enero de 1589, la facultad de teología de París desligase a los súbditos del rey de su juramento de fidelidad, lo que permitió a muchos católicos aceptar que el rey Enrique III era un tirano.
Para los monarcómacos católicos, el príncipe considerado hereje se convertía en una persona privada y ejercía el poder, por tanto, sin ninguna legitimidad. Se convertía en un tirano de usurpación, lo que permitía a cualquier persona defenderse contra él. Siguiendo este razonanamiento, el dominicano Jacques Clément asesina al rey Enrique III el 2 de agosto de 1589. Él se consideraba libre de cometer un crimen como ese, ya que el rey había sido excomulgado (realmente el Papa solo había lanzado contra él un aviso de excomunión). Jean Boucher, en su De la justa abdicación del rey Enrique III, que no estaba aún publicado en el momento del asesinato de Enrique III, añade un elogio a Jacques Clement justificando así el acto a posteriori.
En Francia, dos regicidios tuvieron lugar duran los enfrentamientos de las guerras de religión, ambos de católicos contra soberanos católicos: Enrique III, el 2 de agosto de 1589 durante el asedio de París, y Enrique IV, absuelto por el Papa en 1595 y asesinado en 1610 por François Ravaillac. En los Estados Generales de 1614, en reacción a estas teorías, un diputado del Tercer Estado propone incluir en las leyes fundamentales del reino que el poder del rey proviene de Dios. A partir de entonces, el poder absoluto del rey fue percibido como garante de la paz civil: la monarquía absoluta, innovación política de la Edad Moderna, desafiada por los monarcómacos, encontró sus orígenes en las guerras de religión del siglo XVI.